# Thecla pavo
The Peacock Hairstreak (Thecla pavo) là một loài bướm ngày nhỏ được tìm thấy ở Ấn Độ, thuộc họ Bướm xanh.

## Range
The butterfly occurs in Ấn Độn Himalayas from Bhutan to Nagaland.

## Cited chú thích
1. 1 2  Evans,W.H.(1932) The Identification of Indian Butterflies, ser no H41.3, pp 249.
2. 1 2  Marrku Savela's Website on Lepidoptera Page on Thecla genus.
3. ↑  Card for pavo in LepIndex. Truy cập 16 Jun 2007.[liên kết hỏng]